# Ludicaire
Un ludicaire est un commerçant qui vend des jeux et plus particulièrement des jeux de société.

## Origines
Le terme Ludicaire a été choisi par le Groupement des Boutiques ludiques afin de donner une dénomination simplifiée des vendeurs en boutiques spécialisées de jeux de société.

## Formations

### Belgique
En Belgique, aucune formation spécifique au métier n'existe réellement. Cependant, une spécialisation en Sciences et techniques du jeu est dispensée par la Haute École Bruxelles-Brabant, sur le campus Institut d'enseignement supérieur social de l'information et de la documentation à Ixelles. Cette formation permet notamment d'acquérir certaines connaissances spécifiques aux jeux.

## Sources
1. ↑  « Ludicaire » , sur lalanguefrancaise.com (consulté le 14 juillet 2023).
2. ↑  Ludema, « 'est quoi un Ludicaire ? » , sur trictrac.net, 30 mai 2018 (consulté le 14 juillet 2023).
3. ↑  Solange Berger, « La Haute Ecole de Bruxelles-Brabant propose une spécialisation en sciences du jeu » , sur La Libre Belgique, 4 décembre 2016 (consulté le 14 juillet 2023).